# Georgiana Dorward
Georgiana Dorward, née en 2002, est une grimpeuse sud-africaine.

## Biographie
Elle remporte la médaille d'argent en combiné aux Championnats d'Afrique d'escalade 2020 au Cap.

## Palmarès

### Championnats d'Afrique
- 2020 au Cap,  Afrique du Sud
  -  Médaille d'argent en combiné